# Sticheln (historisches Kartenspiel)

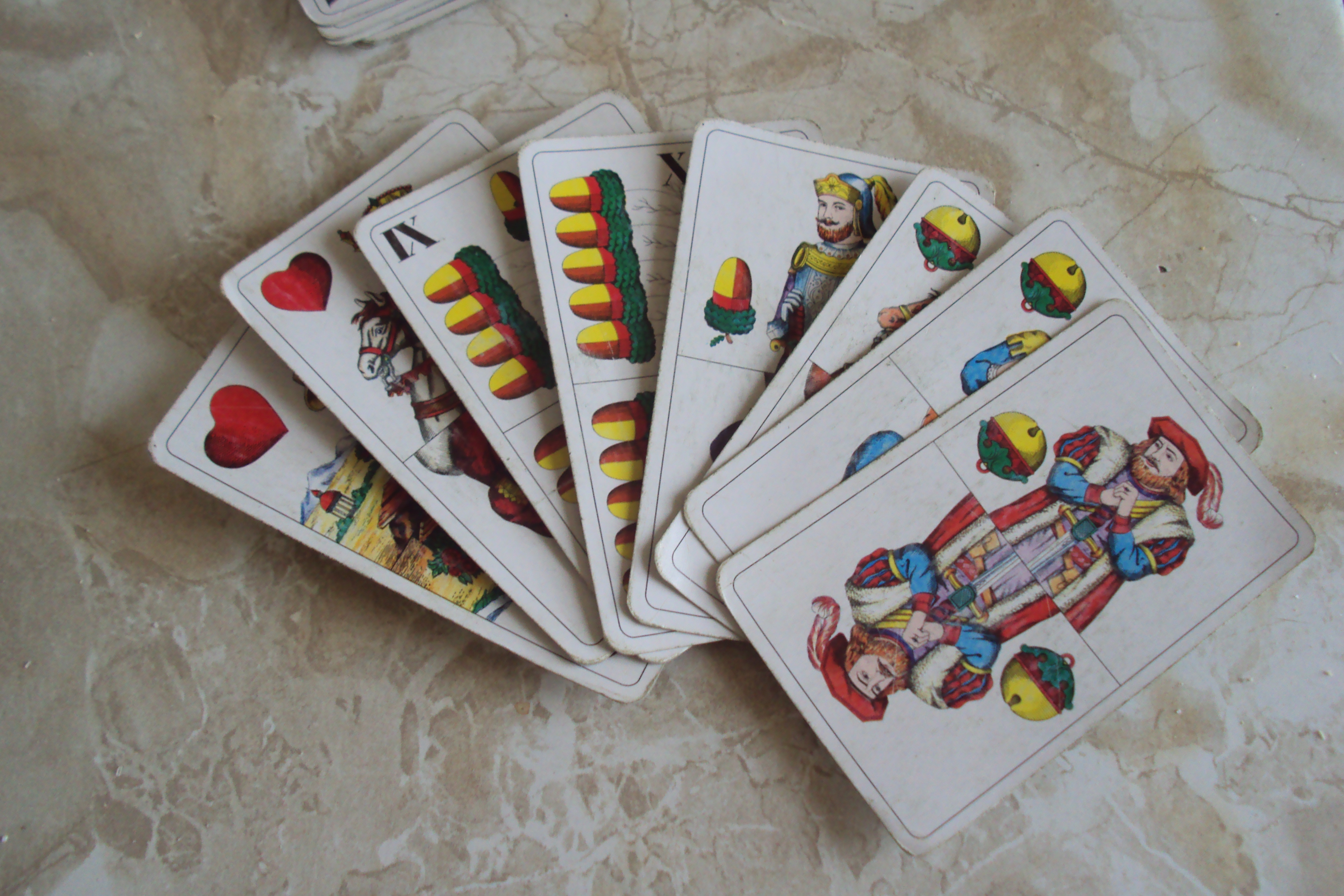
Blatt von 8 österreichische (doppeldeutsche) Spielkarten.

Sticheln ist ein einfaches historisches Stich-Kartenspiel für 4 Spieler, das ursprünglich aus Österreich stammt. Es wurde bereits 1756 erwähnt, die Regeln wurden erstmals 1830 beschrieben. Der Name bedeutet „Stiche spielen“.

## Geschichte
Sticheln wurde schon 1756 in einem Verzeichnis derjenigen Spiele, welche sich bishero in Europa bekannt gemacht haben erwähnt. Die eigentliche Spielregeln aber tauchen erst 1830 auf.

## Beschreibung
Sticheln wurde beschrieben als „ein sehr einfaches Spiel, zu dessen schnellen Erlernen eben kein ausgezeichnetes Fassungsvermögen gehört; – vielleicht die erklärende Sache, warum es so viele Freunde zählt.“ Es ähnelt dem Whist, wird aber einzeln statt in Teams gespielt, wobei ein verkürztes Kartenspiel und ein verschiedenes Punktesystem verwendet werden. Es wird mit vier Personen und entweder mit einem französischen Piquet- oder einem deutschen Kartenspiel gespielt. Die Karten haben die natürliche Rangfolge: Ass/Dame, König, Dame/Ober, Bube/Unter, Zehn, Neun, Acht, Sieben.
Nachdem er die Karten geteilt hat, um die Sitzordnung und den Geber festzulegen, zahlt der Geber acht Marken oder Münzen in den Pot. Dann mischt er die Karten und lässt den Spieler an seiner linken Seite abheben. Die unterste Karte des oberen Pakets wird als Trumpfkarte aufgedeckt – sie gehört dem Geber –, dann werden jedem Spieler acht Karten in zwei Paketen zu je vier Karten gegen den Uhrzeigersinn ausgeteilt. Vorhand spielt aus. Danach spielt der Gewinner des Stichs zum nächsten aus. Die Spieler müssen Farbe bedienen (Farbzwang), trumpfen, wenn dies nicht möglich ist (Trumpzwang), oder eine beliebige Karte spielen, wenn sie weder bedienen noch trumpfen können. Die Spieler müssen den Stich nach Möglichkeit anführen (Stechzwang).
Für jeden gewonnenen Stich erhalten die Spieler eine Marke oder Münze aus dem Pot. Vorhand wird der neue Geber und zahlt seine acht Marken in den Pot.
Das Spiel wird entweder über eine vorher vereinbarte Anzahl von Runden fortgesetzt (jede Runde besteht aus 4 Spielen) oder bis ein Spieler eine vereinbarte Anzahl von Marken erreicht.

## Andere Spiele namens Sticheln
Der Name Sticheln wurde auch einem anderen Spiel gegeben, das eine historische Variante des Glücksspiels Zwicken war.
1993 wurde in Deutschland ein neues Spiel mit dem Namen Sticheln auf den Markt gebracht. Es verwendete proprietäre Karten und hatte keinerlei Ähnlichkeit mit dem gleichnamigen Originalspiel.